# Bellecombe
Bellecombe ist eine Gemeinde im französischen Département Jura in der Region Bourgogne-Franche-Comté.

## Geographie
Bellecombe liegt auf 1200 m und gehört damit zu den höchstgelegenen Gemeinden des Juras, etwa zehn Kilometer südsüdöstlich der Stadt Saint-Claude (Luftlinie). Die Streusiedlungsgemeinde erstreckt sich im Hochjura, in einem Becken der Hautes-Combes westlich des Tals der Valserine.
Die Fläche des 12,17 km² großen Gemeindegebiets umfasst einen Abschnitt des französischen Juras. Das Gebiet liegt ausschließlich auf der Hochfläche der Hautes-Combes (im Mittel auf 1200 m). Die Landschaft ist gewellt und zeigt Geländestrukturen wie Höhenrücken und Mulden, die gemäß der Streichrichtung des Faltenjuras in diesem Gebiet in Südwest-Nordost-Richtung orientiert sind. Die Muldenlagen weisen keinen oberirdischen Abfluss auf, da das Niederschlagswasser im porösen kalkhaltigen Untergrund versickert. An Stellen, die durch Tonminerale abgedichtet sind, befinden sich Moorflächen. Die Hochfläche der Hautes-Combes zeigt ein lockeres Gefüge von Weideland und Wald. Die östliche Abgrenzung befindet sich auf dem bewaldeten Kamm (bis 1280 m), welcher die Hautes-Combes vom Tal der Valserine trennt. Im äußersten Süden wird auf dem Höhenrücken, der zum Crêt au Merle ansteigt, mit 1380 m die höchste Erhebung von Bellecombe erreicht. Das Gemeindegebiet ist Teil des Regionalen Naturparks Haut-Jura (frz.: Parc naturel régional du Haut-Jura).
Bellecombe ist eine Streusiedlung, die aus Hofgruppen und Einzelhöfen besteht. Nachbargemeinden von Bellecombe sind Septmoncel les Molunes  mit Les Molunes im Norden, Lélex im Osten, Chézery-Forens im Süden sowie La Pesse und Les Moussières im Westen.

## Geschichte
Das Hochplateau um Bellecombe gehörte zum Besitz des Klosters Saint-Claude. Bis Ende des 18. Jahrhunderts wurden die meisten Höfe nicht ganzjährig bewirtschaftet. Bellecombe besitzt keine eigene Kirche.

### Bevölkerungsentwicklung
| Jahr                       | 1962 | 1968 | 1975 | 1982 | 1990 | 1999 | 2005 | 2017 |
| Einwohner                  | 113  | 113  | 77   | 75   | 71   | 92   | 91   | 63   |
| Quellen: Cassini und INSEE |      |      |      |      |      |      |      |      |

Mit 74 Einwohnern (Stand 1. Januar 2022) gehört Bellecombe zu den kleinsten Gemeinden des Départements Jura. Nachdem die Einwohnerzahl in der ersten Hälfte des 20. Jahrhunderts markant abgenommen hatte (1896 wurden noch 334 Personen gezählt), wurde seit Beginn der 1990er Jahre wieder eine leichte Bevölkerungszunahme verzeichnet.

## Wirtschaft und Infrastruktur
Bellecombe war bis weit ins 20. Jahrhundert hinein ein vorwiegend durch die Landwirtschaft, insbesondere Viehzucht und Milchwirtschaft, sowie durch die Forstwirtschaft geprägtes Dorf. Noch heute leben die Bewohner zur Hauptsache von der Tätigkeit im ersten Sektor. Außerhalb des primären Sektors gibt es keine weiteren Arbeitsplätze im Dorf.
Die Ortschaft liegt abseits der größeren Durchgangsstraßen. Die Hauptzufahrt erfolgt von Les Moussières. Weitere Straßenverbindungen bestehen mit Lajoux und Les Bouchoux.

## Persönlichkeiten
- Félix Mathieu (* 1937), Skilangläufer